# Drakar och Demoner
Pour les articles homonymes, voir DoD.
Drakar och Demoner (Ce qui veut dire Dragons et Démons en suédois, et est souvent abrégé en DoD) est un jeu de rôle médiéval-fantastique suédois publié pour la première fois en 1982 par l'éditeur de jeux Äventyrsspel, qui a plus tard changé de nom pour devenir Target Games.

## Historique
Drakar och Demoner a eu un grand succès en Suède, où il a initié beaucoup de gens aux jeux de rôle. Toutes versions confondues, le jeu s'est vendu à environ 100 000 exemplaires en Suède, un nombre important pour un pays de 9 millions d'habitants. Dans les années 1980, il a aussi été traduit en danois et en norvégien, mais avec moins de succès.
La première édition était surtout une traduction du Basic Roleplaying de Steve Perrin, le système de jeu tiré de RuneQuest, combiné avec le manuel de Magic World du jeu Worlds of Wonder. Une des races proposées aux joueurs, les canards anthropomorphiques, étaient tirés de Glorantha, l'univers de RuneQuest.
La seconde édition a été publiée en 1984, avec une réécriture du texte entier qui rectifiait de nombreuses erreurs de traduction et bugs dans les règles, mais sans autre changement majeur.
Une transition vers un nouveau système de règle a commencé en 1985, non pas avec la troisième édition qui ne faisait que corriger des fautes d'orthographe, mais avec la publication d'un supplément de règles pour « experts » : Drakar och Demoner Expert. Ce supplément introduisait, entre autres, des dégâts localisés et l'utilisation d'un dé à vingt faces plutôt qu'un dé à cent faces.
La quatrième édition de 1991 a apporté une révision majeure des règles, rendant obsolète Drakar och Demoner Expert en l'intégrant aux règles de base puis en développant celles-ci.
En 1994, Target Games a sorti la cinquième édition. Cette version était la première à être fournie avec la description d'un monde. Les changements aux règles étaient mineurs, surtout liés au nouveau décor de campagne.
À la fin des années 1990, Target Games a subi des difficultés financières et a arrêté de publier des jeux de rôle. Les droits de DoD ont été transférés à Paradox Entertainment, qui ont à leur tour transmis la licence à la société Riotminds. Riotminds a publié la sixième édition de DoD en 2000, dans laquelle les règles étaient largement retravaillées pour correspondre à un monde de jeu bien moins générique. L'idée de règles pour « experts » y a été réutilisée, et de nombreux suppléments ont suivi. Ces règles introduisaient aussi un concept très proche de celui des niveaux d'expérience, les yrkesnivåer, mais un addendum officiel a rapidement été publié sur leur site web, pour proposer aux joueurs d'ignorer les règles sur les yrkesnivåer.
En 2006, Riotminds a sorti la septième édition du jeu, où encore une fois de nombreuses règles étaient modifiées pour mieux coller à l'univers de jeu. Cette édition est appelée Drakar och Demoner Trudvang et c'était un retour à la présentation sous forme de boîte.

## Décors de campagne
Comme de nombreux autres jeux de rôle de la fin des années 1970 et du début des années 1980, Drakar och Demoner n'avait pas d'univers propre complètement développé au départ.
Le premier décor de campagne de DoD était Ereb Altor (Ereb étant le continent où la plupart des aventures officielles se déroulent, et Altor la planète où se trouve Ereb). Ce monde a été créé morceau par morceau par différents auteurs dans des scénarios et suppléments, donnant à ce monde un air de patchwork : des états féodaux médiévaux y existent côte à côte avec des nations plus avancées, inspirées par la Renaissance.
Dans la cinquième édition, Target Games a introduit un univers nouveau et plus sombre, nommé Chronopia, et a arrêté de publier des produits pour Ereb. Après des plaintes de fans, Target Games a décidé qu'Ereb et Chronopia se trouvent tous les deux sur Altor mais sur des hémisphères différents.
Riotminds a créé à son tour un nouveau décor de campagne appelé Trudvang, qui utilise des cultures et des créatures tirées du folklore scandinave plutôt que les créatures classiques de l'heroic fantasy.